# OpenVMS
OpenVMS(Open Virtual Memory System, 이전 이름: VAX-11/VMS, VAX/VMS, VMS)는 VAX, 알파, 아이테니엄 기반 계열의 컴퓨터에서 동작하는 고성능 서버 운영 체제이다. 이름에서 "오픈"(open)이라는 낱말이 들어가 있지만 OpenVMS는 오픈 소스 소프트웨어가 아니다. 그러나 구매를 하면 소스 목록 작성을 이용할 수 있다. 다른 일부 메인프레임 지향 운영 체제와 달리 OpenVMS는 완전한 그래픽을 지원하는 그래픽 사용자 인터페이스(GUI)가 있다. 디지털 이큅먼트 코퍼레이션(DEC)의 VAX는 1980년대와 1990년대에 가장 잘 팔리는 3대 워크스테이션 가운데 하나였다. VMS는 전문 DTP와 CAE 소프트웨어 실행을 지원하였다. (VAXstation 참고) AXP VMS는 OpenGL 및 가속 그래픽 포트(AGP) 그래픽 어댑터를 지원하였다. 가정에서의 취미용으로뿐 아니라 교육용으로도 쓰였다.
OpenVMS는 다중 사용자, 다중 처리, 가상 메모리 기반 운영 체제이며 시분할, 일괄 처리, 실시간 (프로세스 우선 순위는 OS 커널의 것보다 더 높게 설정할 수 있다), 트랜잭션 처리를 목적으로 개발되었다. 클러스터링을 통한 높은 시스템 가용성을, 또 여러 대의 컴퓨터에 대한 시스템 배포 기능을 제공한다. 이는 시스템이 개별 데이터 처리 시설을 마비시키는 자연 재해를 막을 수 있게 한다. 또, VMS는 실시간 프로세스가 방해를 받지 않은 채로 실행할 수 있도록 프로세스 우선 순위 시스템을 포함하고 있으며 사용자 프로세스는 필요한 경우 일시적인 우선 순위 "가속"을 가질 수 있다.
OpenVMS는 지금은 고성능 서버 운영 체제에 표준적인 요구 사항으로 여겨지는 수많은 기능을 상용화하였는데 이를테면 다음과 같다.
- 통합 컴퓨터 네트워킹 (원래 DECnet이었으나 나중에 TCP/IP)[13]
- 클러스터링을 포함한 대칭, 비대칭, NUMA 다중 처리[14]
- 분산 파일 시스템 (Files-11)[15]
- RMS와 같은 통합 데이터베이스 기능[16]과 Rdb를 포함한 계층화된 데이터베이스[17]
- 다중 컴퓨터 프로그래밍 언어 지원[18][19]
- 다른 프로그래밍 언어 사이의 호출을 지원하는 표준화된 상호 운용성 매커니즘[20]
- 확장 셸 명령 언어 (디지털 명령 언어)[21][22]
- 다중 프로세서의 하드웨어 파티션 분할[23]
- 높은 수준의 보안[24][25][26][27]

## 같이 보기
- SRM
- EFI
- FreeVMS